# Gibraltar Range
Gibraltar Range är en bergskedja i Australien. Den ligger i delstaten New South Wales, i den sydöstra delen av landet, omkring 490 kilometer norr om delstatshuvudstaden Sydney.
I omgivningarna runt Gibraltar Range växer i huvudsak städsegrön lövskog. Trakten runt Gibraltar Range är nära nog obefolkad, med mindre än två invånare per kvadratkilometer. Genomsnittlig årsnederbörd är 1 276 millimeter. Den regnigaste månaden är januari, med i genomsnitt 268 mm nederbörd, och den torraste är oktober, med 19 mm nederbörd.